# Порт-Артур (Ставропольский край)
Порт-Арту́р — хутор в Предгорном районе (муниципальном округе) Ставропольского края России.
До 16 марта 2020 года входил состав муниципального образования «Сельское поселение Пригородный сельсовет».

## География
Расстояние до краевого центра: 120 км.
Расстояние до районного центра: 18 км.

## История
Дата основания: 1900 год:8 (по другим данным — 1905—1906 гг.)

## Связь
Проводной телефон и ADSL
Ставропольский филиал Ростелекома.
Сотовая связь 2G/3G
МегаФон, Билайн, МТС.

## Население
| 1925 | 1926 | 1989 | 2002 | 2010 | 2014 | 2021 |
| ---- | ---- | ---- | ---- | ---- | ---- | ---- |
| 194  | ↘181 | ↘139 | ↗151 | ↘100 | →100 | ↘91  |

По данным переписи 2002 года, в национальной структуре населения русские составляли 32 %, греки — 63 %.

## Кладбище
В границах Порт-Артура находится общественное открытое кладбище площадью 8566 м² (ул. Октябрьская, 111).